# Црква Вазнесења Господњег у Јарковцу
Црква Вазнесења Господњег у Јарковцу, месту у општини Сечањ, је српска православна црква из највероватније друге половине 18. века, судећи по поклонима из 1761. године, као и по запису на мермерном престолу из 1797. године, када је храм највероватније завршен. Црква је због својих вредности под заштитом и има статус споменика културе од великог значаја.
Храм је посвећена Светом Вазнесењу Господњем, грађена у духу барока као једнобродна црквена грађевина малих и складних пропорција, засведена полуобличастим сводом. Грађена од тврдог материјала, а после није дозиђивана нити дограђивана, једино су кров и кровна конструкција замењени 1911. године, када је зидне слике у своду над солејом осликао Стеван Алексић. Источном страном доминира полигонална олтарска апсида, док је западна фасада наглашена високим звоником и конструкцијом главног портала. Удвојени прислоњени пиластри на подужним зидовима прате унутрашњу поделу храма на три травеја. Олтарски простор од наоса дели ниски зидани иконостас. Иконе је радио Константин Данил у периоду од 1858. до 1861. године.
Конзерваторски радови изведени су 1974–1975. и 1978. године.

## Галерија
- Јужна фасада
- Северна фасада
- Западна фасада
- Иконостас